# Briežky
Briežky je přírodní památka v oblasti TANAP.
Nachází se v katastrálním území obce Gánovce v okrese Poprad v Prešovském kraji. Území bylo vyhlášeno či novelizováno v roce 1985 na rozloze 0,2962 ha. Ochranné pásmo nebylo stanoveno.